# Burrawang
Burrawang är en ort i Australien. Den ligger i kommunen Wingecarribee och delstaten New South Wales, i den sydöstra delen av landet, omkring 100 kilometer sydväst om delstatshuvudstaden Sydney. Antalet invånare är 176.
Närmaste större samhälle är Bowral, omkring 15 kilometer nordväst om Burrawang.
I omgivningarna runt Burrawang växer huvudsakligen savannskog. Runt Burrawang är det glesbefolkat, med 15 invånare per kvadratkilometer. Genomsnittlig årsnederbörd är 1 352 millimeter. Den regnigaste månaden är februari, med i genomsnitt 211 mm nederbörd, och den torraste är juli, med 36 mm nederbörd.